# Annie Last
Annie Last (* 7. September 1990 in Bakewell) ist eine englische Mountainbikerin, die im Cross Country aktiv ist.

## Werdegang
Erste Erfolge im Mountainbikesport erzielte Last als Juniorin, als sie 2006 und 2008 britische Meisterin wurde. 2009 brach sie ihr Medizinstudium ab und widmete sich vollends dem Sport. Bereits ein Jahr später wurde sie britische Meisterin in der Elite und gewann die Silbermedaille bei den UCI-Mountainbike-Weltmeisterschaften im Cross Country (XCO). Beide Ergebnisse wiederholte sie in der Saison 2011. Durch ihre Ergebnisse sicherte sie den Quotenplatz für Großbritannien und ihren eigenen Startplatz bei den Olympischen Sommerspielen 2012 in London. Beim olympischen Cross-Country-Rennen belegte sie den 8. Platz.
In der Saison 2012 wurde der Cross-country Eliminator (XCE) neu in das Programm des UCI-Mountainbike-Weltcup aufgenommen. Last gewann das erste Rennen in Houffalize und ist damit die erste Weltcup-Siegerin in dieser Disziplin überhaupt.
Nach Verletzung kehrte sie 2017 in die Weltspitze zurück und gewann in Lenzerheide ihr erstes Weltcup-Rennen im XCO und mit Silber bei den Weltmeisterschaften die erste Medaille in der Elite. Die Saison beendete sie als Siebte der Weltcup-Gesamtwertung und Fünfte der Weltrangliste im Cross-Country. Ein Jahr später gewann sie die Goldmedaille bei den Commonwealth Games.
In den folgenden Jahren hielt sich Last in der erweiterten Weltspitze, ein weiterer internationaler Erfolg blieb ihr jedoch bisher verwehrt.

## Erfolge
| 2010 - Weltmeisterschaften (U23) – XCO - Britische Meisterin – XCO 2011 - Weltmeisterschaften (U23) – XCO - Britische Meisterin – XCO 2012 - Europameisterschaften (U23) – XCO - ein Weltcup-Erfolg – XCE 2014 - Britische Meisterin – XCO 2015 - Britische Meisterin – XCO | 2016 - Britische Meisterin – XCO 2017 - Weltmeisterschaften – XCO - Britische Meisterin – XCO - ein Weltcup-Erfolg – XCO 2018 - Commonwealth Games – XCO - Britische Meisterin – XCO 2019 - Britische Meisterin – XCO 2022 - Britische Meisterin – XCO und XCC |